# Casteldimirto

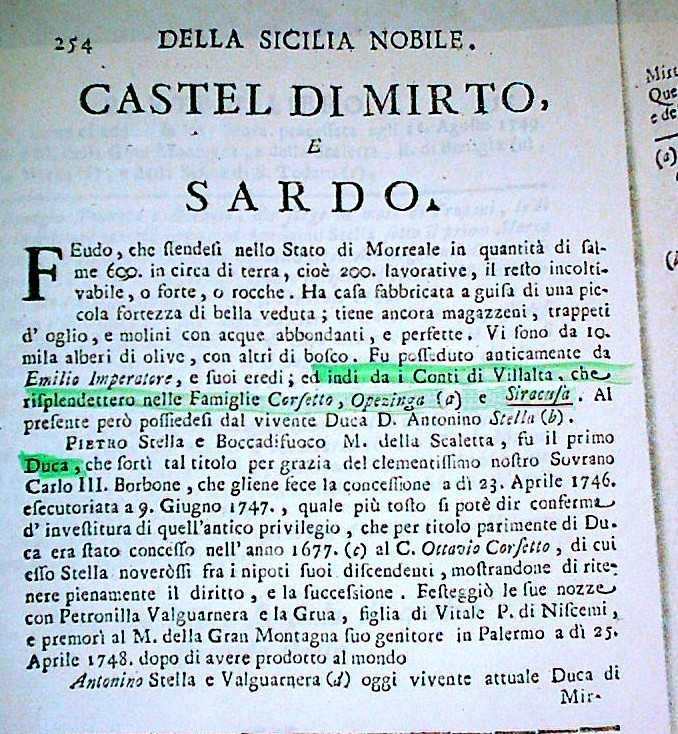
Eintrag in Sicilia nobile von Villabianca

Casteldimirto war ein Lehen in der Nähe der Stadt Monreale. Es gehörte der Familie Imperatore und später den Grafen von Villalta aus der Familie Corsetto und später Siracusa.
Das Herzogtum ging auf dem Erbweg an die Familie Stella und später an die Familie Bonagia. Der Palast der Herzöge von Mirto in Palermo (heute bekannt als Palazzo Bonagia) wurde im Zweiten Weltkrieg stark beschädigt.